# Carlo Pes
Carlo Pes (Cagliari, 3 marzo 1927 – Roma, 17 gennaio 1995) è stato un chitarrista, compositore e arrangiatore italiano.

## Biografia
Si trasferisce con la famiglia a Roma; appassionato di jazz, esordisce nel 1945 come chitarrista in un complesso insieme a Enrico Simonetti e Bruno Martino; suona poi per tutto il decennio successivo con alcuni grandi nomi come Lionel Hampton, Stan Getz, Django Reinhardt, Toots Thielemans, pur continuando a far parte della formazione di Bruno Martino fino alla fine del 1959.
Alla fine degli anni '50 entra nell'Orchestra della Rai. Successivamente con Maurizio Majorana al basso, Antonello Vannucchi alle tastiere e Roberto Podio alla batteria e percussioni, forma il complesso Marc 4 che incide moltissime colonne sonore di film italiani degli anni '60 e '70.
Passa alcuni anni in Brasile assieme al fratello Paolo contrabbassista, dove ha modo di studiare il folklore musicale
Nel 1963 incide il brano Quisasevà, composto da Armando Trovajoli, che viene scelto come sigla del programma televisivo Il Giornalaccio.

A metà degli anni '70 trascorre un lungo periodo negli USA, dove suona al fianco di musicisti del calibro di Toots Thielemans, Stéphane Grappelli, Chet Baker e Joe Pass.

Al suo ritorno in Italia si stabilisce definitivamente a Roma portando avanti la sua attività tra festival, night club, registrazioni in studio e trasmissioni televisive come professore d'orchestra.
Contemporaneamente inizia anche una carriera come compositore, scrivendo canzoni per Mina, Carmen Villani, Paul Anka, José Feliciano, I Ricchi e Poveri, Franco Califano: sicuramente le sue musiche più famose sono quella scritta per Il mondo, successo internazionale di Jimmy Fontana, e Che sarà, che nel 1971 partecipò al Festival di Sanremo e che divenne un evergreen della musica italiana.
Negli anni '60 ha lavorato anche come arrangiatore per la RCA Italiana, collaborando tra gli altri con Patty Pravo e Dalida.
Nel 1973 ha composto le musiche e firmato con Pino Presti gli arrangiamenti per l'album di Mina Amanti di valore, con testi di Franco Califano.
Negli anni '80 ha formato un sestetto di swing, il Sestetto Swing di Roma, con Franco Chiari al vibrafono, Baldo Maestri al clarinetto, il Maestro Roberto Pregadio al pianoforte, Alessio Urso al contrabbasso e Roberto Zappulla alla batteria; il gruppo ha inciso per la Fonit Cetra l'album Five Continents.
Ha realizzato colonne sonore per il cinema e si è anche dedicato all'attività di session man.

## Canzoni scritte da Carlo Pes
- 1964 - La luna a fiori per Neil Sedaka (testo di Alberto Testa)
- 1965 - La verità per Paul Anka e Carmen Villani (in collaborazione con Armando Trovajoli; testo di Sergio Bardotti)
- 1965 - L'ultima nostra settimana d'amore per Miranda Martino (testo di Jimmy Fontana)
- 1965 - Il mondo per Jimmy Fontana (musica: Carlo Pes - testo: Jimmy Fontana e Gianni Meccia)
- 1965 - Allora sì per Jimmy Fontana (musica di Carlo Pes e Jimmy Fontana, testo di Jimmy Fontana)
- 1966 - Cammina, cammina per Jimmy Fontana (musica: Carlo Pes - testo: Gianni Boncompagni)
- 1966 - Non scherzare con il fuoco per Jimmy Fontana (musica: Carlo Pes - testo: Gianni Boncompagni)
- 1966 - Pensiamoci ogni sera per Jimmy Fontana (in collaborazione con Lilli Greco e Jimmy Fontana; testo di Gianni Boncompagni)
- 1967 - Il mio posto qual è per Ornella Vanoni (in collaborazione con Gian Piero Reverberi - testo: Franco Califano, Sergio Bardotti)
- 1968 - Il profeta per Carmen Villani (in collaborazione con Armando Trovajoli; testo di Antonio Amurri)
- 1970 - There's a star per Sophia Loren (in collaborazione con Armando Trovajoli; testo di Bergman)
- 1971 - Che sarà per José Feliciano e I Ricchi e Poveri (testo di Franco Migliacci e Jimmy Fontana)
- 1971 - Per via aerea per Jimmy Fontana (in collaborazione con Claudio Mattone; testo di Franco Migliacci e Jimmy Fontana)
- 1971 - Principe azzurro per Cristy (testo di Gianni Meccia e Giancarlo Guardabassi)
- 1973 - Amanti di valore per Mina (testo di Franco Califano)
- 1973 - La vita goccia a goccia per Mina (testo di Franco Califano)
- 1973 - Ieri, ieri per Mina (testo di Franco Califano)
- 1973 - I sogni di un semplice  per Mina (testo di Franco Califano)
- 1973 - La solita storia d'amore per Mina (testo di Franco Califano)
- 1973 - Un po' d'uva per Mina (testo di Franco Califano)
- 1973 - Il poeta che non pensa mai per Mina (testo di Franco Califano)
- 1973 - La mia vecchiaia per Mina (testo di Franco Califano)
- 1973 - Carlo detto il mandrillo per Mina (testo di Franco Califano)
- 1973 - Inibizioni al vento per Mina (testo di Franco Califano)
- 1973 - Ninna nanna amore stanco  per Mina (testo di Franco Califano)
- 1973 - Teneramente per Franco Califano (testo di Franco Califano)
- 1973 - Oltre ad amare te per Franco Califano (testo di Franco Califano)
- 1973 - Mi vuoi sposare per Franco Califano (testo di Franco Califano)
- 1973 - Dove il mio cane vorrà per Franco Califano (testo di Franco Califano)
- 1973 - Un libro d'autore per Franco Califano (testo di Franco Califano)
- 1973 - Roma e settembre per Franco Califano (testo di Franco Califano)
- 1973 - Fesso proprio no per Franco Califano (testo di Franco Califano)
- 1973 - L'evidenza dell'autunno per Franco Califano (testo di Franco Califano)
- 1973 - Che immensa donna per Franco Califano (testo di Franco Califano)
- 1973 - Si nun ce fossi tu per Franco Califano (testo di Franco Califano)
- 1973 - Tua madre per Franco Califano (testo di Franco Califano)
- 1973 - Quando sarai vecchia per Franco Califano (testo di Franco Califano)
- 1987 - Per avere te per Mina {testo di Giorgio Calabrese album ‘Rane supreme’ Ed. PDU Music & Production s.a)

## Discografia parziale

### Da solista
Album in studio
- 1969 - Baroque jazz
- 1972 - Un uomo dalla pelle dura
- 1985 - Five Continents

Singoli
- 1962 - Gina, Gina/Ricordi
- 1962 - Il mio cuore in Messico/Anna Maria
- 1962 - Samba di una nota/Maracangalha
- 1963 - Quisasevà/O meu violao

Partecipazioni
- 1965 - La ballata di Fiumicino (4Tema dal film Le bambole) di Gianni Boncompagni)
- 1966 - Ragazzo triste/The pied piper (di Patty Pravo)
- 1967 - La mia serenata (di Jimmy Fontana)
- 1973 - Amanti di valore (di Mina)